# Панюшкин, Василий Лукич
Васи́лий Луки́ч Па́нюшкин (1888—1960) — участник Гражданской войны, кавалер ордена Красного Знамени РСФСР.

## Биография
Василий Панюшкин родился в 1888 году в деревне Кочеты Новосильского уезда Тульской губернии. В возрасте 20 лет он приехал в Санкт-Петербург, где устроился на работу слесарем-инструментальщиком на завод «Айваз». Там он познакомился с Михаилом Калининым и рядом других видных большевиков, и в 1907 году вступил в РСДРП(б). В 1909 году Панюшкин был призван на службу в царский флот. Был направлен в Балтийский морской экипаж, где служил машинистом 2-й, затем 1-й статьи на учебном судне «Океан». Активно занимался революционной работой на корабле, находясь в непрерывной связи с Санкт-Петербургским комитетом партии большевиков. В 1914 году Панюшкин арестован и приговорён к смертной казни, однако в 1916 году ему удалось бежать и скрыться.
В дни Февральской революции Панюшкин был одним из руководителей восстания моряков в Кронштадте. Избран в Кронштадтский совет рабочих и солдатских депутатов, одновременно работал в Военной организации при ЦК партии большевиков. В дни Октябрьской революции руководство партии направило Панюшкина в Псков с целью оказать содействие местным большевикам в привлечении на их сторону войск, двигавшихся на помощь Временному правительству в Петроград. Задание Панюшкин успешно выполнил, распропагандировав войска. В дальнейшем Панюшкин руководил Псковским ревкомом, а затем ревкомом Северо-Западного фронта.
Приказом Революционного военного совета Республики от 28 сентября 1918 года Василий Лукич Панюшкин был награждён орденом Красного Знамени, став вторым кавалером этого ордена после Василия Блюхера.
В 1918 году стал чрезвычайным военным комиссаром по борьбе с контрреволюцией в Тульской губернии. Во время боёв с войсками адмирала Колчака отряд Панюшкина был переброшен на Восточный фронт, а после разгрома противника, Панюшкин стал военным комиссаром на Урале и Поволжье. В 1919—1920 годах он назначался ответственным организатором и инструктором Центрального комитета РКП(б).
В 1921 году вышел из рядов РКП(б) и создал свою Рабоче-крестьянскую социалистическую партию. 7 июня 1921 года был арестован и 10 августа того же года приговорён к двум годам принудительных работ. 5 декабря 1921 года он попал под амнистию и был освобождён. В следующем году его восстановили в РКП(б). Работал в различных советских органах, в том числе в Высшем совете народного хозяйства РСФСР, Орловском губкоме РКП(б), торговом представительстве СССР в Германии.
24 сентября 1937 года был арестован органами НКВД СССР и 11 апреля 1940 года приговорён к восьми годам лишения свободы. 19 августа 1944 года дело было пересмотрено, и срок заключения был увеличен до 10 лет. После отбытия наказания проживал в Москве, умер в 1960 году.
Образ Панюшкина был использован в фильме Михаила Швейцера «Мичман Панин».